# Piazza Municipio (Iglesias)
Piazza Municipio (o Piazza Duomo) è una piazza storica della città di Iglesias, in Sardegna.

## Descrizione
(Dal Breve di Villa di Chiesa "XVIIII Della Piassa di santa Chiara, che vi si ve(n)da chose manicatoie")
La piazza ha un impianto quadrangolare. Nel 1280 circa, in epoca pisana, durante la dominazione dei Della Gherardesca conti di Donoratico, fu avviata la costruzione della Cattedrale di Santa Chiara, unica cattedrale al mondo dedicata alla Santa. Il duomo fu ultimato nel 1288. Dalle fonti si evince che fino al primo quarto del XIV secolo si trovava intorno alla chiesa  una non delimitata area cimiteriale. Nella piazza di Santa Chiara e in quella della Corte si vendevano, su delle  bancarelle, la frutta, polli, formaggio e altro ma questo doveva avvenire a distanza di "tre funi" dalla facciata della chiesa.

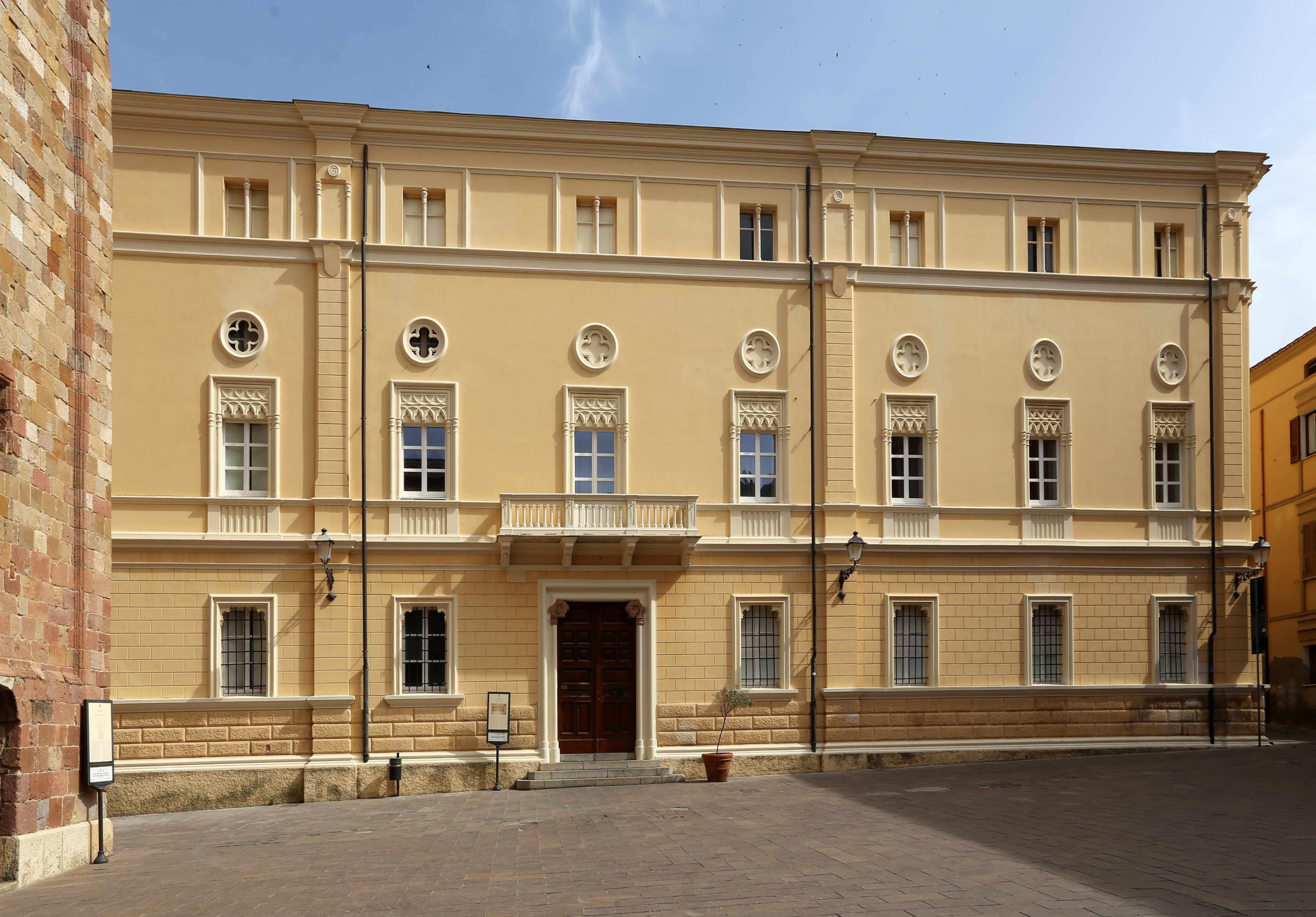
Palazzo Vescovile

Altri edifici storici che si affacciano sulla piazza sono il palazzo Vescovile, edificato nel XVIII secolo, il vecchio palazzo comunale, risalente al XIX secolo ed il palazzo appartenuto alla nobile famiglia Salazar del XVI secolo; alto edificio definito "palacio grande" nei documenti settecenteschi per le sue dimensioni inconsuete rispetto alle costruzioni coeve e, dopo la Cattedrale, il più antico tra quelli prospicienti la piazza.